# Tillandsia pungens
Espèce
Classification phylogénétique
Tillandsia pungens Mez est une espèce de plantes à fleurs de la famille des Bromeliaceae.
L'épithète pungens signifie « piquante » et se rapporte aux feuilles et bractées rigides et pointues.

## Protologue et Type nomenclatural
Tillandsia pungens Mez, in C.DC., Monogr. Phan. 9: 684, n° 23 (1896)
Diagnose originale  :
« foliis utrinque sed praesertim subtus tessellatim lepidibus albidis, adpressis dense obtectis ; inflorescentia digitatim e spicis paucis maximis, flabellatis, valde compressis utraque facie planiusculis composita ; bracteis florigeris dense imbricatis, dorso glabris laevibusque, apice obtusiusculis, sepala permaniteste superantibus ; floribus erectis ; sepalis antico libero reliquis binis ad 23 mm. connatis, peracutis ; stylo perlongo. »
Type : leg. Wagner, n° 53 ; Panamá ; Herb. Goetting., Monac.

## Synonymie

### Synonymie nomenclaturale
(aucune)

### Synonymie taxonomique
- Tillandsia fasciculata Sw[2],[3].

## Écologie et habitat
- Biotype : plante herbacée en rosette acaule monocarpique vivace par ses rejets latéraux.
- Habitat : ?
- Altitude : ?

## Distribution
- Amérique centrale :
  -  Panama[1]